# Маляєв Олександр Васильович
Олександр Васильович Маляєв (1903, Лукоянов, Нижньогородська губернія — 2 квітня 1938, Розстрільний полігон Коммунарка) — радянський легкоатлет — стаєр і спортивний функціонер.
Заслужений майстер спорту (1934 — один з перших 22 ЗМС, значок № 22). Виступав за Москву — «Динамо».

## Біографія
Мав середню освіту, був членом ВКП (б).

### Спортивні досягнення
Чемпіон СРСР 1927 року з бігу на 5000 м, чемпіон СРСР 1924 року з бігу на 10 000 м. В 1929 році став переможцем щорічного пробігу в Ленінграді (з 1952 року це пробіг на призи газети «Вечірній Ленінград», а нині «Вечірній Петербург»).
Рекорди СРСР
```
   5000 м    15.27,6    18.06.1930 
Ленінград

  10000 м    34.11,6     7.07.1924 
Ленінград
```

### Загибель
Як головний інспектор легкої атлетики Всесоюзного комітету з фізкультури і спорту при РНК СРСР Маляєв був одним з організаторів чемпіонату СРСР з марафону 1936 року. На чемпіонаті, що відбувся 6 жовтня, бігуни показали дуже хороший час (так, з часом переможця — 2:33.42 — можна було б зайняти 5-е місце на Олімпійських іграх 1936). Радянська преса широко використовувала ці результати в пропагандистських цілях, в Європі ж до них поставилися скептично. Співробітники фінського посольства самі виміряли трасу — дистанція виявилася коротшою на два кілометри: 40 км 221 м замість належних 42 км 195 м.
Вибухнув скандал. Маляева звинуватили у «шкідництві» і «підриві авторитету радянського спорту», 10 січня 1938 року був заарештований. 28 березня був підписаний сталінський «розстрільний список», де він проходив по 1-й категорії (розстріл). 2 квітня він був засуджений Військової колегією Верховного суду СРСР за звинуваченням в «участі в контрреволюційній терористичній організації» і в той же день розстріляний.
Спортивні результати Маляева були викреслені зі списків, а переможцями і рекордсменами оголошені інші. Тільки після реабілітації Маляева 29 червня 1957 року його спортивні досягнення знову стали з'являтися в довідниках.